# Хобот
Хоботът представлява удължен придатък от главата на животно, било то гръбначно или безгръбначно. При безгръбначните терминът обикновено се отнася за тръбообразен издатък от устата, който служи за хранене и смучене. При гръбначните хоботът е издължен нос или зурла.

## Безгръбначни
При безгръбначните хоботът е тръбообразен орган - при някои насекоми (пеперуди и молци), червеи (бодлоглави и немертини) и коремоноги мекотели.
Бодлоглавите червеи имат хоботи с бодлички, които се забождат в чревната стена на гостоприемника и се закрепят за нея за да паразитират.
Хоботчетата на пеперудите служат главно за смучене на нектар от цветовете на растенията. Те са съставени от две съединени с кукички тръбички и имат мускули. Всяка тръбичка е вдлъбната, образувайки централна тръбичка, по която се всмукват течности. Засмукването се осъществява чрез свиване и разширяване на торбичка в главата. Хранене с хобот може да се наблюдава например при молеца Deilephila elpenor, който кръжи пред цвета и протяга дългия си хобот, за да си набави храна. Изучаването на хоботите на пеперудите е разкрило изненадващи примери за адаптация към различни видове течна храна, включително нектар, мъзга, животински тор, както и към употребата на цветен прашец като допълнителна храна при пеперудите Heliconius. При някои насекоми, хранещи се от цветове, се наблюдават, макар и рядко, изключително дълги хоботи.

## Гръбначни
Сред най-разпространените хоботни животни са слонът и тапирът. Други животни с хобот са: тръбозъб, мравояд, слонски земеровки, соленодон от Еспаньола, ехидни, морски слонове, нумбат и други.

### Еволюция
При слоновете и тапирите, развитието на хобота започва относително рано във филогенията. При слоновете, това развитие е свързано с нарастването на големината на тялото (по-дълги крака с форма на колона и намаляване на дължината на шията), което поставя главата им прекалено високо. Хоботът се заражда като начин да се преодолее разстоянието между главата и земята, което го прави жизненоважен орган. Вероятно първите хоботни животни през еоцен вероятно вече разполагат с хоботи. Такива са идентифицирани най-вече само по структурата и високата позиция на носната кост. Еволюцията се осъществява постепенно и започва с вид тапир, който също се превръща в огромен дейнотериум. Не е известно дали сегашният хобот на слона се е развил само веднъж или е бил породен в различните линии на хоботните на няколко пъти поотделно.